# Сан Джовани ди Джераче
Сан Джова̀ни ди Джера̀че (на италиански: San Giovanni di Gerace) е село и община в Южна Италия, провинция Реджо Калабрия, регион Калабрия. Разположено е на 310 m надморска височина. Населението на общината е 511 души (към 2012 г.).